# Ben Granger
Ben Granger, né le 8 août 2000, est un coureur cycliste britannique. Il est membre de l'équipe MG.K Vis Costruzioni e Ambiente. 

## Biographie
Ben Granger est originaire du comté de Cumbria, au nord-ouest de l'Angleterre. Durant sa jeunesse, il pratique d'abord le football et la course à pied. Il opte finalement pour le cyclisme en 2017, vers l'âge de dix-sept ans. Sa première licence est prise dans un club de Kendal, sur ses terres natales. 
Lors de ses premières saisons, il court exclusivement sur le circuit britannique. Il fait aussi la rencontre de James Knox, lui-même cycliste professionnel. Sur les conseils de ce dernier, il décide de tenter sa chance à l'étranger, afin de poursuivre sa progression. Il intègre ainsi en 2021 le club Holdsworth Zappi, majoritairement composé de coureurs britanniques, mais basé sur le territoire italien. 
En août 2022, il devient stagiaire au sein de l'équipe continentale MG.K Vis-Colors For Peace-VPM. Sous ses nouvelles couleurs, il termine huitième d'une étape du Tour du Frioul-Vénétie julienne, dont l'arrivée est jugée au monte Zoncolan. Il intègre ensuite officiellement cette formation italienne en 2023. Décrit comme un cycliste polyvalent, il obtient de bons résultats dans des courses nationales. Il se classe également huitième du Trophée de la ville de Brescia, ou encore quatorzième du championnat de Grande-Bretagne sur route en 2024. La même année, il participe à des échappées au Trofeo Laigueglia et au Tour de Vénétie. 
En 2025, il s'impose sur l'épreuve Florence-Empoli, qui inaugure le calendrier national italien,. Chez les professionnels, il obtient le meilleur résultat de sa carrière en finissant sixième du Tour de la province de Reggio de Calabre.

## Palmarès et résultats

### Palmarès par année
- 2021
  - The Crown Cup
  - Bashall Eaves Autum Road Race
  - 3e du Grand Prix de la ville de Montegranaro
- 2023
  - Trofeo Terrington
  - Giro del Valdarno
- 2024
  - Giro del Montalbano
  - Lancaster Grand Prix
- 2025
  - Florence-Empoli
  - Rutland-Melton International Cicle Classic
  - Giro del Montalbano

### Classements mondiaux
| Année                                 | 2024  |
| ------------------------------------- | ----- |
| Classement mondial                    | 2709e |
| UCI Europe Tour                       | 1576e |
|                                       |       |
| Légende : nc = non classéSource : UCI |       |